# Drosselwaldsänger

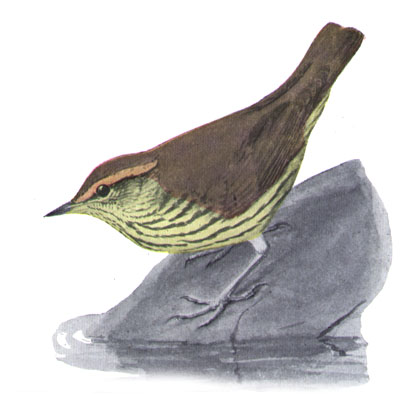
Drosselwaldsänger, Illustration

Verbreitungsgebiet des Drosselwaldsängers:
Brutgebiete
Überwinterungsgebiete

Der Drosselwaldsänger (Parkesia noveboracensis, Syn.: Seiurus noveboracensis), auch Uferwaldsänger, ist ein kleiner Vogel aus der Familie der Waldsänger (Parulidae). Er ist neben dem Stelzenwaldsänger (Parkesia motacilla) die zweite Art in der Gattung Parkesia.
Drosselwaldsänger haben eine Körperlänge von etwa dreizehn bis vierzehn Zentimetern. Im Erscheinungsbild ist der Drosselwaldsänger leicht zu verwechseln mit der verwandten Art Stelzenwaldsänger. Von der Schnabelbasis zieht sich ein weißer bis cremiger Strich über die Augen bis in den Nackenbereich, der etwas kürzer ist als beim Stelzenwaldsänger. Sie haben ein gelbes Unterseitengefieder mit braunen Strichen an der Brust und an den Flanken und ein olivbraunes Oberseitengefieder.
Drosselwaldsänger ernähren sich überwiegend von Insekten, kleinen Krebstieren, Weichtieren, kleinen Fischen und gelegentlich von Sämereien.
Die Brutgebiete befinden sich im Norden von Nordamerika (Alaska, Kanada und den Norden der USA). Den Winter verbringen sie in Mittelamerika und auf den Westindischen Inseln. Als sehr seltener Gast kommt er auch in Westeuropa vor.